# Sigurður Nordal
Sigurður Nordal (14 de septiembre de 1886 – 21 de septiembre de 1974) fue un escritor, académico y diplomático islandés, considerado uno de los intelectuales más importantes de dicho país en el siglo XX. 
Nordal estudió filología nórdica en Copenhague, Berlín y Oxford, y fue profesor de lengua y literatura islandesas en la Universidad de Islandia. También fue profesor visitante en la Universidad de Harvard (1931-1932), editor de la colección Íslenzk fornrit (1933-1951) y Embajador de Islandia en Copenhague (1951-1957).
Sus estudios se concentran en la literatura y cultura de Islandia, especialmente la del período medieval. Nordal postuló que las sagas islandesas son obras de carácter individual. Contrario a lo que se pensaba comúnmente, este filólogo afirmaba que las sagas son fruto de la labor de educados escritores del siglo XIII, casi sin base en la tradición oral. Esta idea fue expresada en las obras que publicó, principalmente en sus ensayos sobre la Saga de Hrafnkell, el poema Völuspá y también en la introducción a la Saga de Egil.  

## Obra seleccionada
- Völuspá (tratado de poesía medieval)
- Íslenzk menning (libro sobre la cultura islandesa)
- Hrafnkatla (tratado sobre la saga de Hrafnkell)